# New Douglas (Illinois)
New Douglas est un village du comté de Madison dans l'Illinois, aux États-Unis,. Situé au nord-est du comté, il est fondé en 1857 et incorporé le  18 septembre 1901.

## Démographie
Lors du recensement de 2010, le village comptait une population de 319 habitants. Elle est estimée, en 2016, à 316 habitants.

### Source de la traduction
- (en) Cet article est partiellement ou en totalité issu de l’article de Wikipédia en anglais intitulé « New Douglas, Illinois » (voir la liste des auteurs).